# 罗西 (埃罗省)
罗西（法語：Rosis）是法国埃罗省的一个市镇，属于贝济耶区（Béziers）马尔河畔圣热尔韦县（Saint-Gervais-sur-Mare）。该市镇总面积52.91平方公里，2009年时的人口为301人。

## 人口
罗西人口变化图示